# Rabia Sorda
Rabia Sorda est un groupe mexicain de musique industrielle, originaire de Mexico. Il s'agit du projet parallèle d'Erk Aicrag, chanteur du groupe mexicain d'aggrotech Hocico. Rabia Sorda, comme Hocico, joue de la musique électronique, bien qu'elle soit un peu moins agressive et bruyante que Hocico. Alors que son projet principal, Hocico, suit une certaine voie, Aicrag utilise Rabia Sorda comme un véhicule pour sa propre créativité musicale. Il mélange différents aspects allant des influences ethniques aux mélodies des années 1980 et de l'attitude punky à la musique électronique agressive.

## Histoire
Erik Garcia (alias Erk Aicrag) commence à travailler en solo sous le nom de Rabia Sorda en tant que projet parallèle à son groupe Hocico dès 2003. C'est au cours d'un intermède créatif pour Hocico après 2004 et à peu près au moment où Garcia déménage en solo en Allemagne que son travail sous le nom de Rabia Sorda commence à prendre plus d'énergie créative. Bien que partant d'un cadre créatif similaire à celui d'Hocico, l'intention déclarée de Garcia était d'« explorer la musique dans une direction différente ».
En 2006, Garcia termine les premières sorties de Rabia Sorda, l'album Métodos del caos et le single Save Me from My Curse. Ces premières sorties sont toutes deux produites par John Fryer de This Mortal Coil, dont les talents sont sollicités grâce à une introduction du label Out of Line. La série suivante de sorties de Rabia Sorda a lieu en 2009 avec l'album Noise Diary et l'EP Radio Paranoia, tous deux également produits par John Fryer. Avec ces sorties, Garcia commence à réaliser sa vision de créer un nouveau style distinct de Hocico, avec plus d'influences rock et punk et l'accent mis sur la mélodie.
Pour les sorties suivantes, le single Eye M the Blacksheep, sorti en 2012 (masterisé par Eric Van Wonterghem d'Absolute Body Control et Insekt), et l'album Hotel Suicide, sorti en 2013, Erik commence à travailler avec d'autres musiciens et à faire évoluer Rabia Sorda d'un projet solo vers un groupe. Jens Halbauer (alias Jeans) assure la batterie et les percussions sur les deux albums, tandis que Grigory Feil et Jörg Wartmann (alias Warthy) assurent la guitare sur de nombreuses pistes. L'année 2012 voit également la sortie de The Art of Killing Silence sur Out of Line, qui est un condensé des deux premiers albums du groupe, Métodos del caos et Noise Diary. À partir d'Animales salvajes en 2014, Garcia fait appel à l'instrumentiste Marcus Engel, qui devient un membre à part entière du groupe.
Au moment de la sortie du double album The World Ends Today en 2018, le groupe réalise la vision de Garcia de s'éloigner du son Hocico, avec le mélange des styles de heavy metal, punk et musique industrielle. Pour World Ends, le groupe, désormais un trio composé de Garcia, Engel et Maxx à la batterie, travaille avec le guitariste et producteur allemand Nils Lesser pour créer un son plus axé sur les guitares et plus agressif que ce que l'on pouvait trouver dans les précédents albums.
En 2020, le groupe poursuit le son hybride metal industriel et electro avec le single numérique Destruye. Le single comprend un remix du groupe EBM Leæther Strip et des producteurs de drum and bass Shadow Sect et est accompagné d'une vidéo produite par Liss Eulenherz.

## Discographie

### Albums studio
- 2006 : Métodos del caos
- 2009 : Noise Diary
- 2012 : The Art of Killing Silence
- 2013 : Hotel Suicide
- 2018 : The World Ends Today

### EP
- 2006 : Save Me from My Curse
- 2009 : Radio Paranoia
- 2014 : Animales salvajes
- 2016 : King of the Wasteland

### Singles
- 2012 : Eye M the Blacksheep
- 2020 : Destruye